# 一畑電車7000系電車
一畑電車7000系電車（いちばたでんしゃ7000けいでんしゃ）は、一畑電車が2016年（平成28年）より導入している、両運転台構造の直流形電車である。

## 概要
一畑電車では老朽化した既存車両を置き換えるため、東急1000系電車を譲受する方針だった。しかし同系列は他社からも引き合いが多く、必要数を確保できないことが判明した。このため、不足分は既存車の延命および車両の新造で補うことになり、開発されたのが本形式である。
単行（1両）で運行可能な、デハニ50形以来86年ぶりとなる自社発注の新造車両であり、また90系以来となる20 m級車両である。
製造にはノックダウン方式が採られ、構体と台車の製作は近畿車輛に、艤装以降を西日本旅客鉄道（JR西日本）の関連会社・JR西日本テクノスの子会社である後藤工業（現：JR西日本後藤テック）に発注した。
1両あたりの新造費用は2億1,000万円で、費用の全額を国と沿線自治体が負担した（補助金）。JRの既存形式の車体と走行機器を組み合わせる設計を採用することで、コストを削減している。
2016年（平成28年）度と2017年（平成29年）度に各2両、合計4両が導入された。

## 車体
車体は、JR四国7000系電車をベースとした軽量ステンレス構造である。なお製造に際し、JR四国より設計情報の無償提供を受けている。2016年（平成28年）秋に車体外装のラッピングデザインを公募で選定し、各車両に出雲大社、宍道湖、棚田、三瓶山をイメージしたデザインが採用されている。
側扉には半自動ドアボタンが設置されており、始発駅ならびに途中駅での長時間停車時には側扉の半自動扱いを行う。

### 車内
車内は、ハゼヤマ製の空気触媒「セルフィール」による抗菌・消臭・抗ウイルス処理が施工されている。座席配置はJR四国7000系電車と同様にロングシートとクロスシートの点対称配置となっており、車体の大型化と相まって座席定員は64人と在来車より大幅に増加している。中間に扉の準備工事をされている。車内案内表示器は日本語と英語の2か国語対応となり、車内照明はDoライト製の直管型LEDが採用されている。ドアチャイムは都営地下鉄と同様のものが使用されている。
また、ドコモのmopera回線を利用した無料公衆無線LANサービスを提供している。
2018年3月より全車両に車内装飾が行われ、それぞれ外装に合わせたデザインの装飾と「しまねっこ」オブジェを配置している。

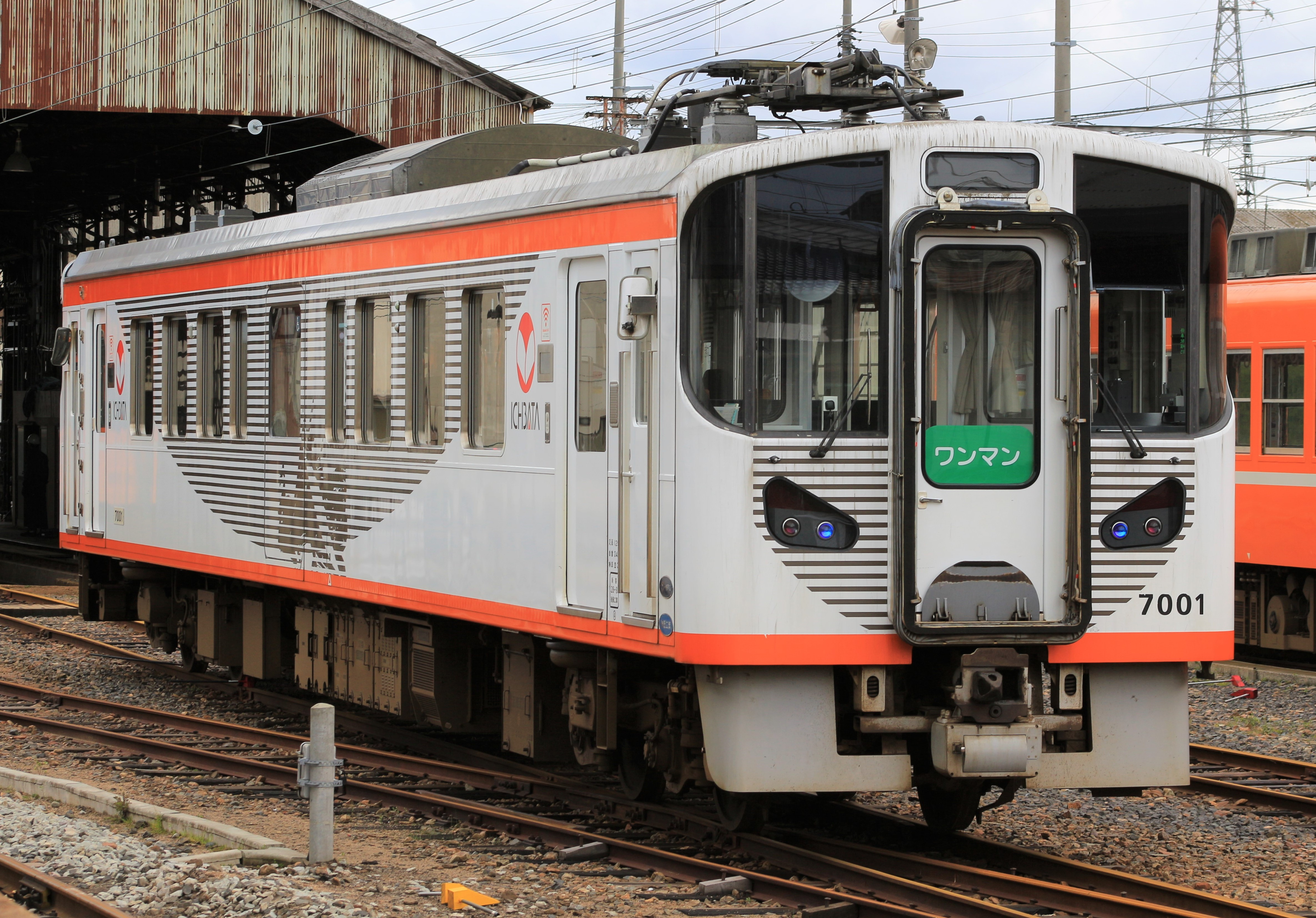
デハ7001
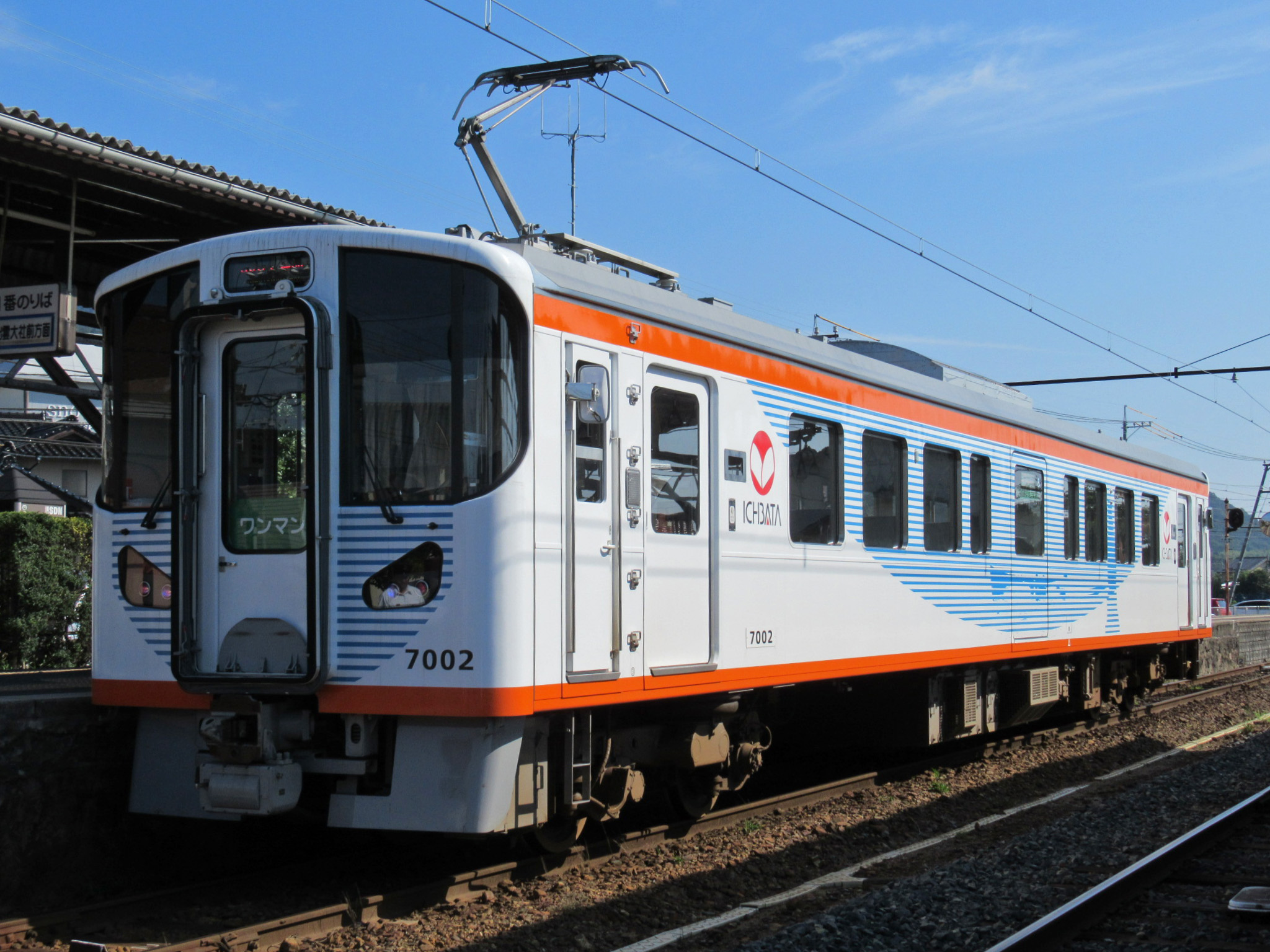
デハ7002
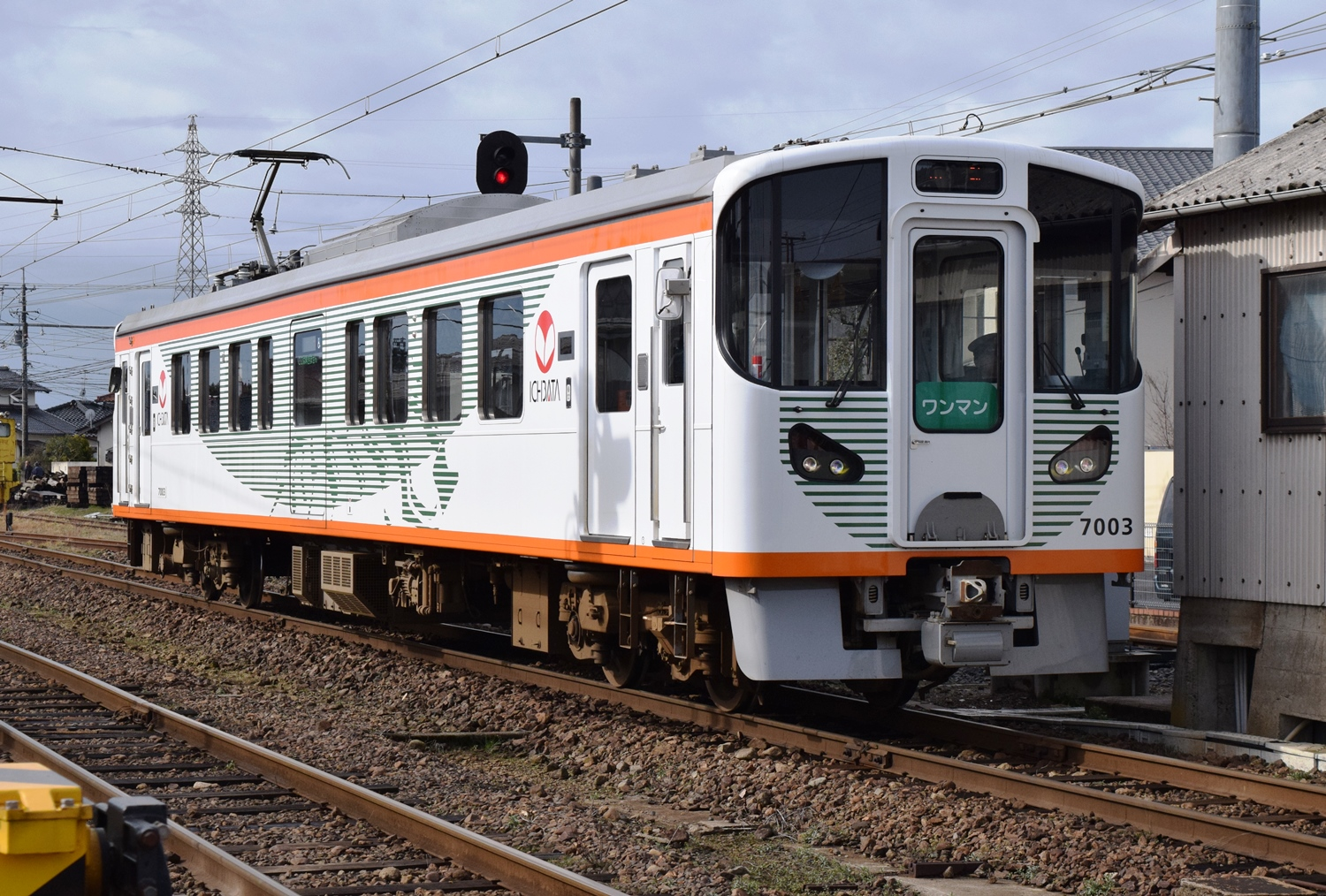
デハ7003
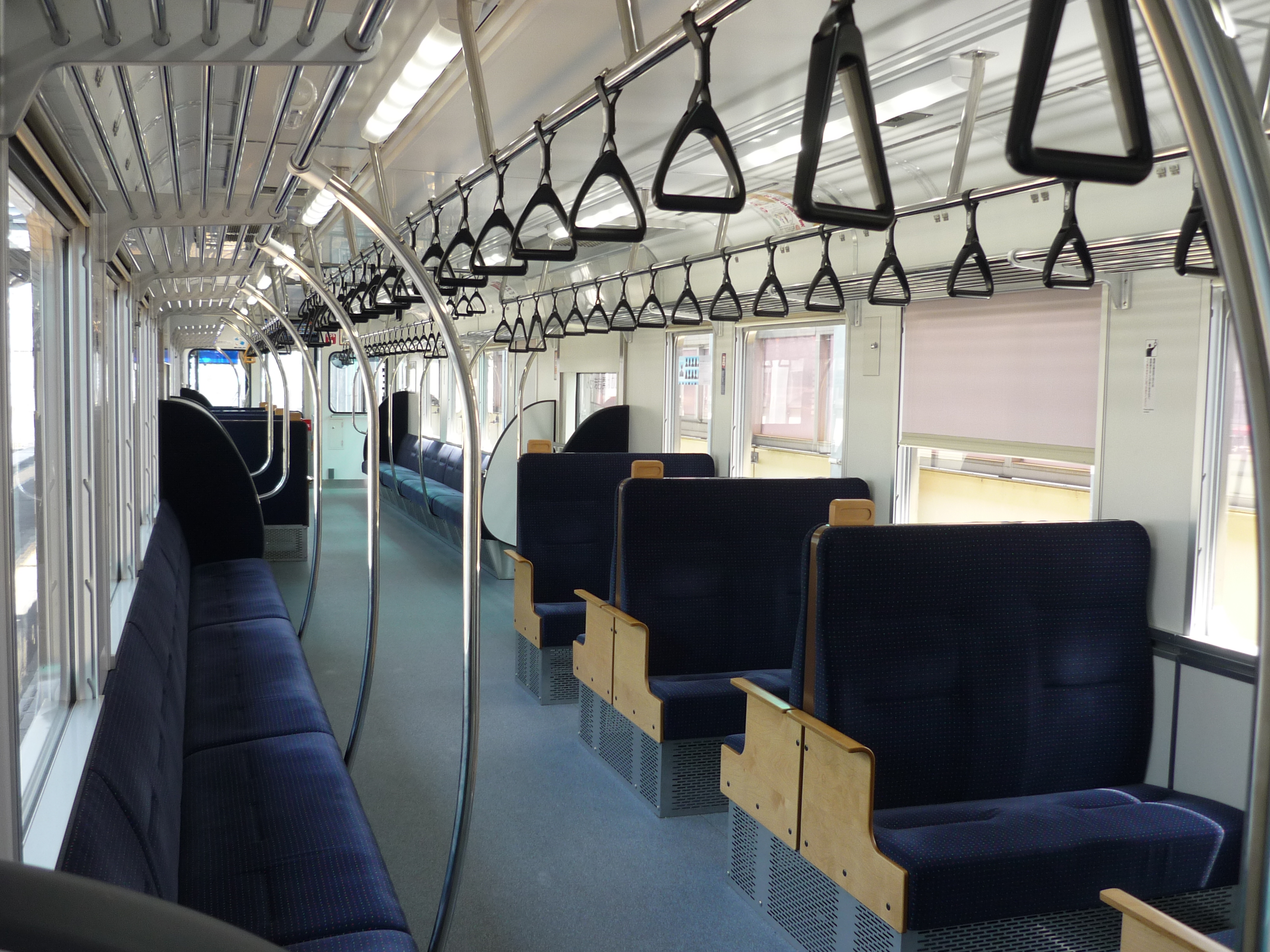
車内
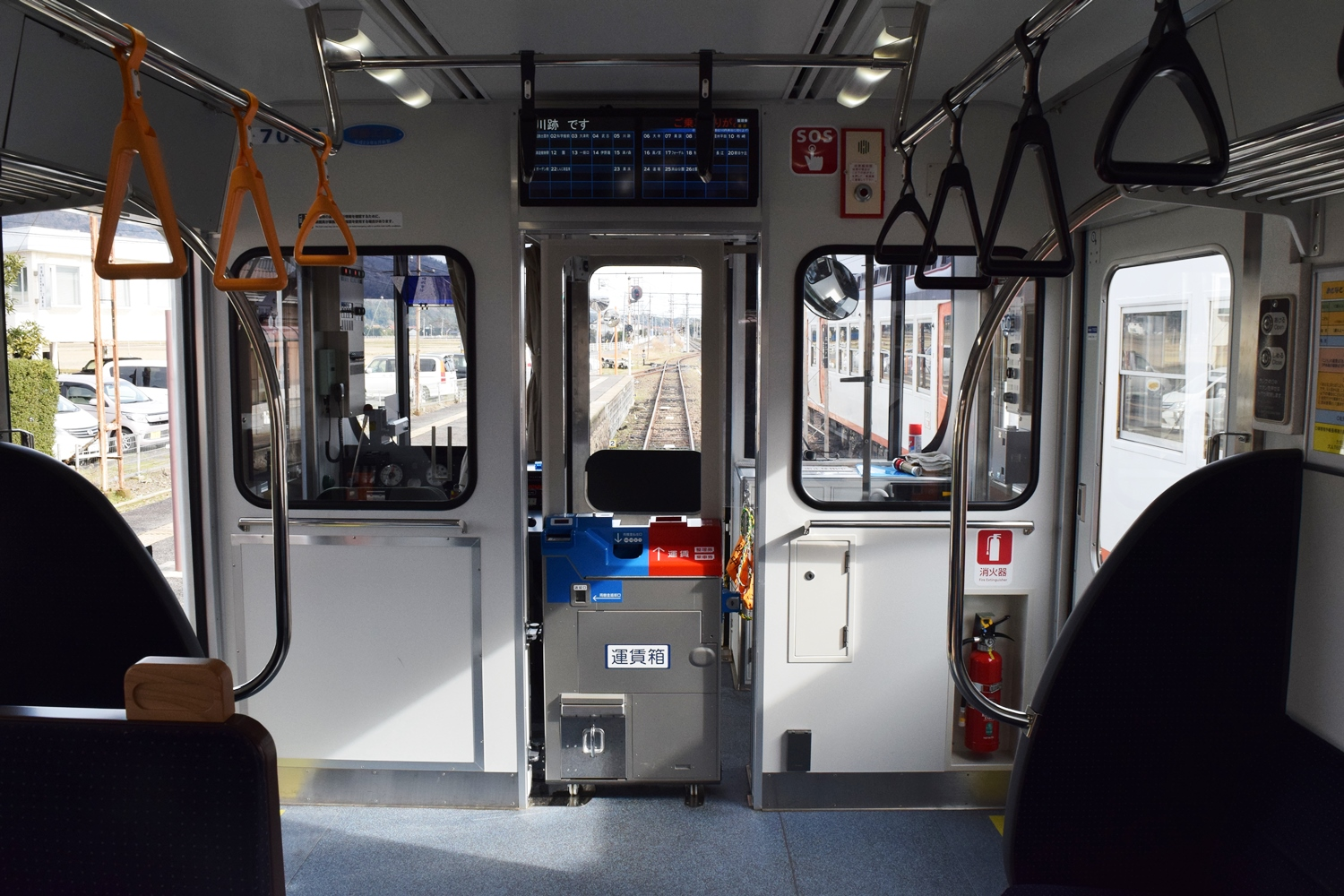
乗務員室
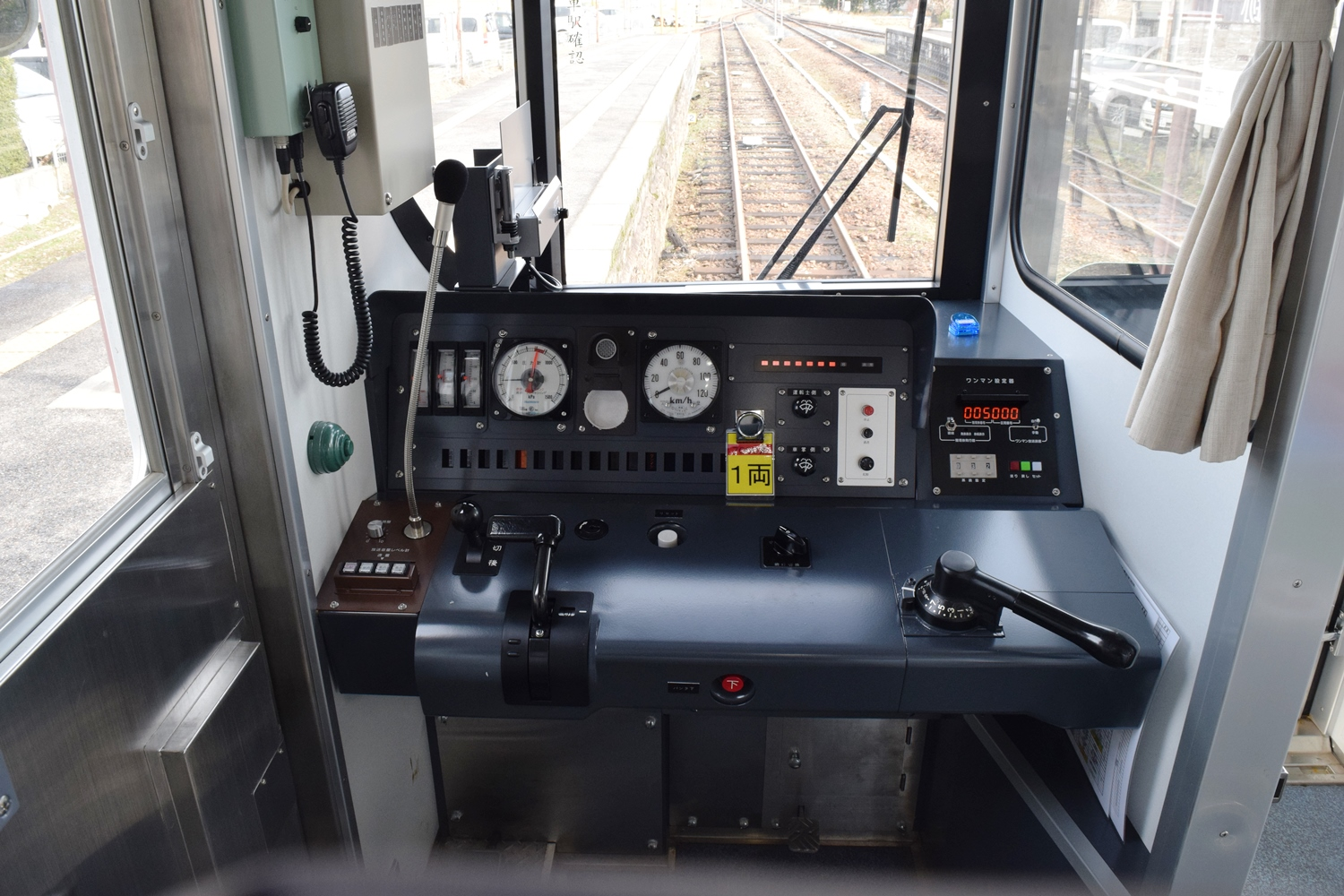
運転席

## 走行機器
基本的にJR西日本225系電車と同一のものを装備しており、一畑口寄りに電動台車、反対側に付随台車を配置する「0.5Mシステム」が採用されている。
主回路の制御装置（VVVFインバータ制御装置）と補助電源の制御装置（SIV）は、「車両制御装置」として一体化されており、この装置は東芝が製造している。主回路部はIGBT素子による2レベル電圧形PWMインバータ1基で2基の電動機を制御する、1C2M構成のVVVFインバータを搭載し、速度センサレスベクトル制御に対応する。補助電源部もIGBT素子を用いた2レベル電圧形PWMインバータを用いており､CVCF制御することで三相交流440 V/60 Hzを出力し、定格容量75 kVAを得る。
主電動機は、1時間定格出力270 kW/1,100 V、定格回転数2,955 rpm（許容5,830 rpm）の自己通風式かご形三相誘導電動機を1両あたり2基搭載する。
パンタグラフはシングルアーム式のものを松江しんじ湖温泉・電鉄出雲市側に1基搭載する。電動空気圧縮機（CP）はナブテスコ製のレシプロ式空気圧縮機を搭載する。

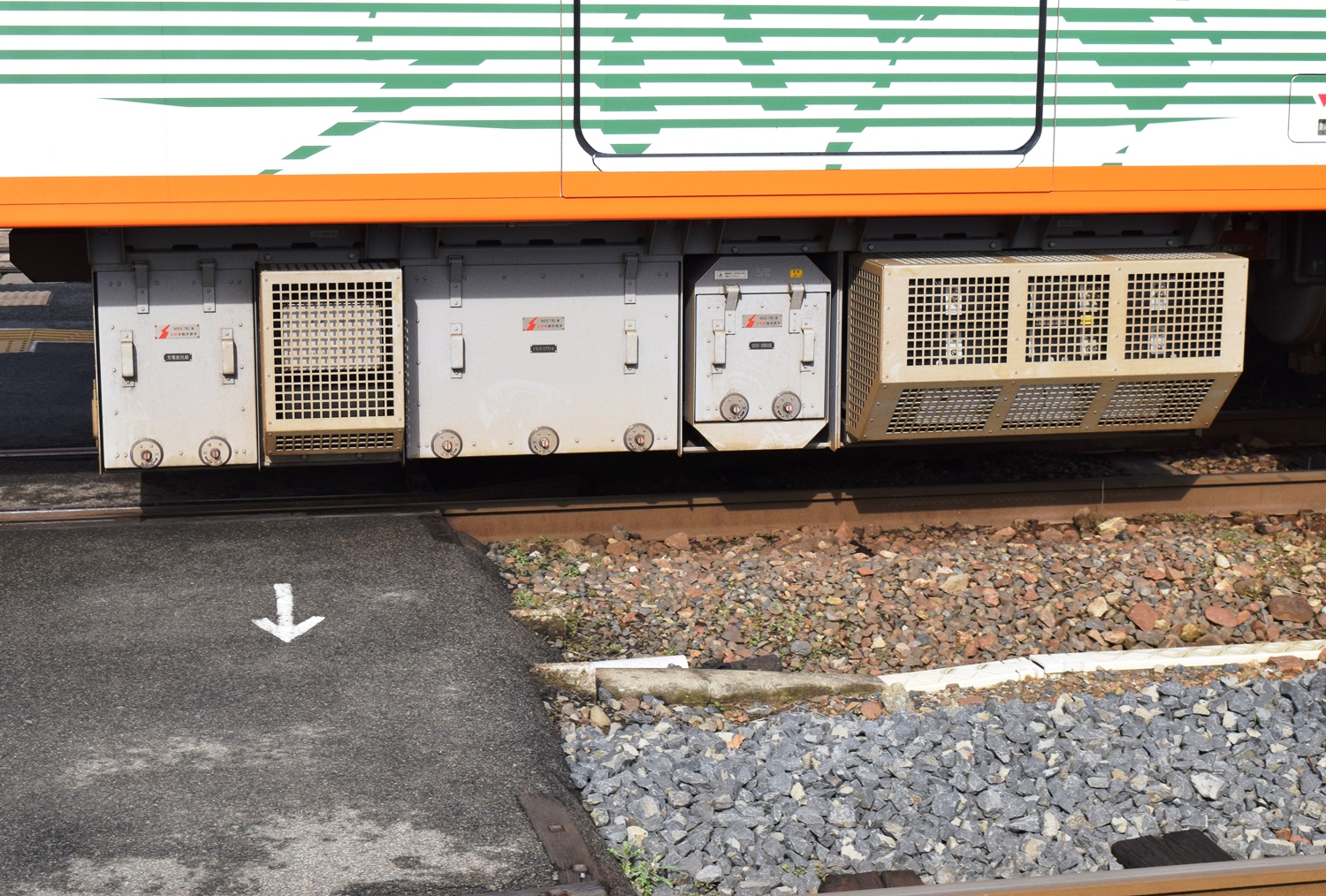
主変換装置
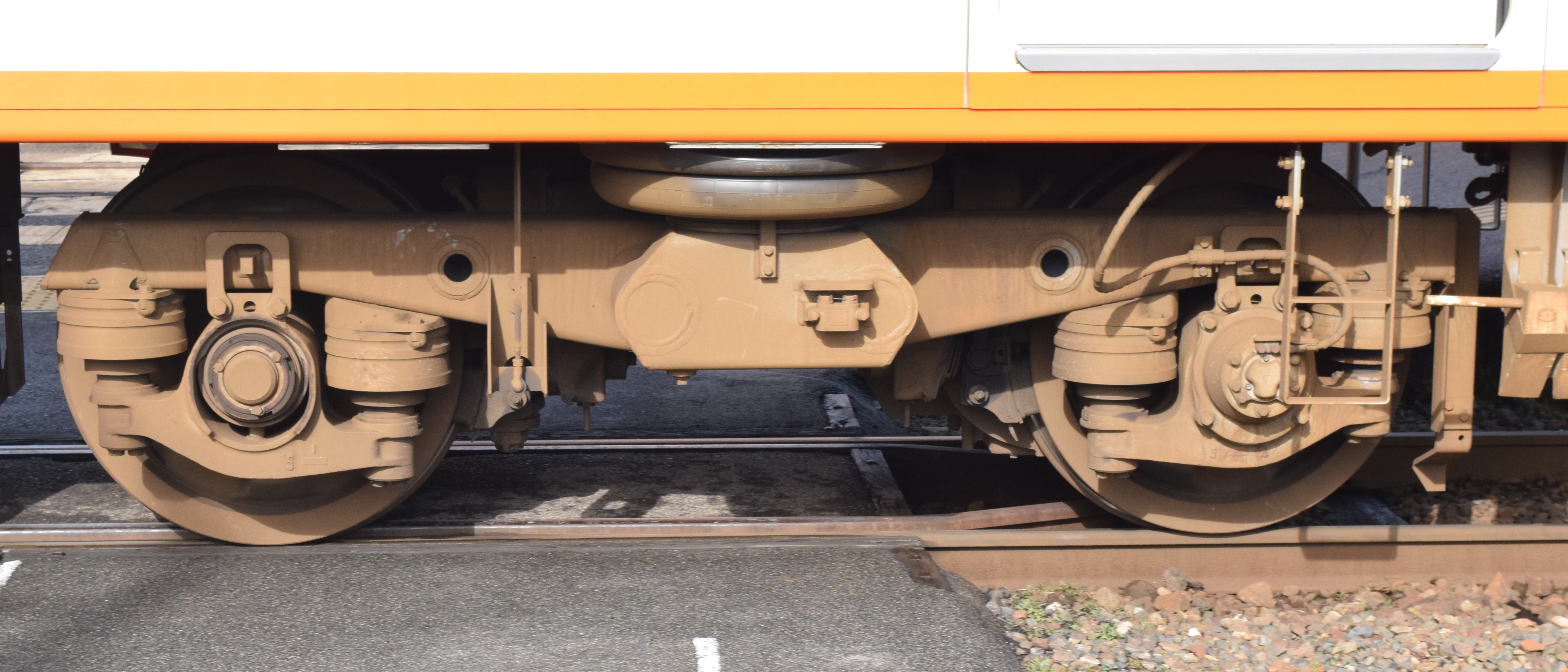
KD321動力台車
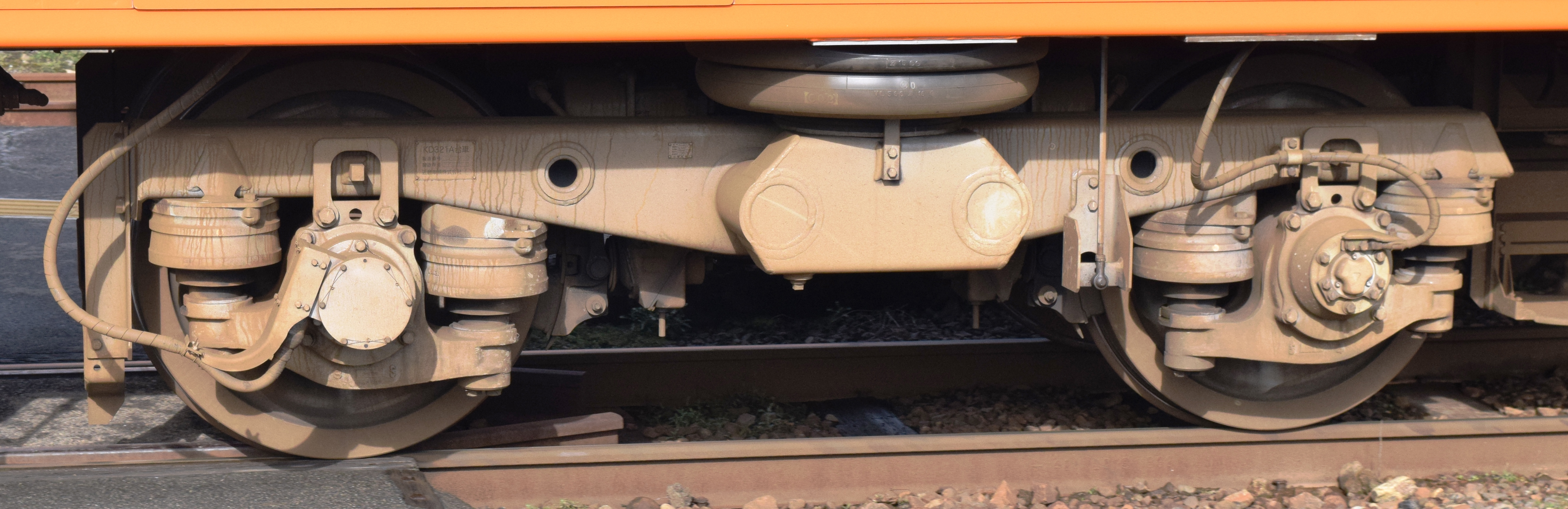
KD321A付随台車
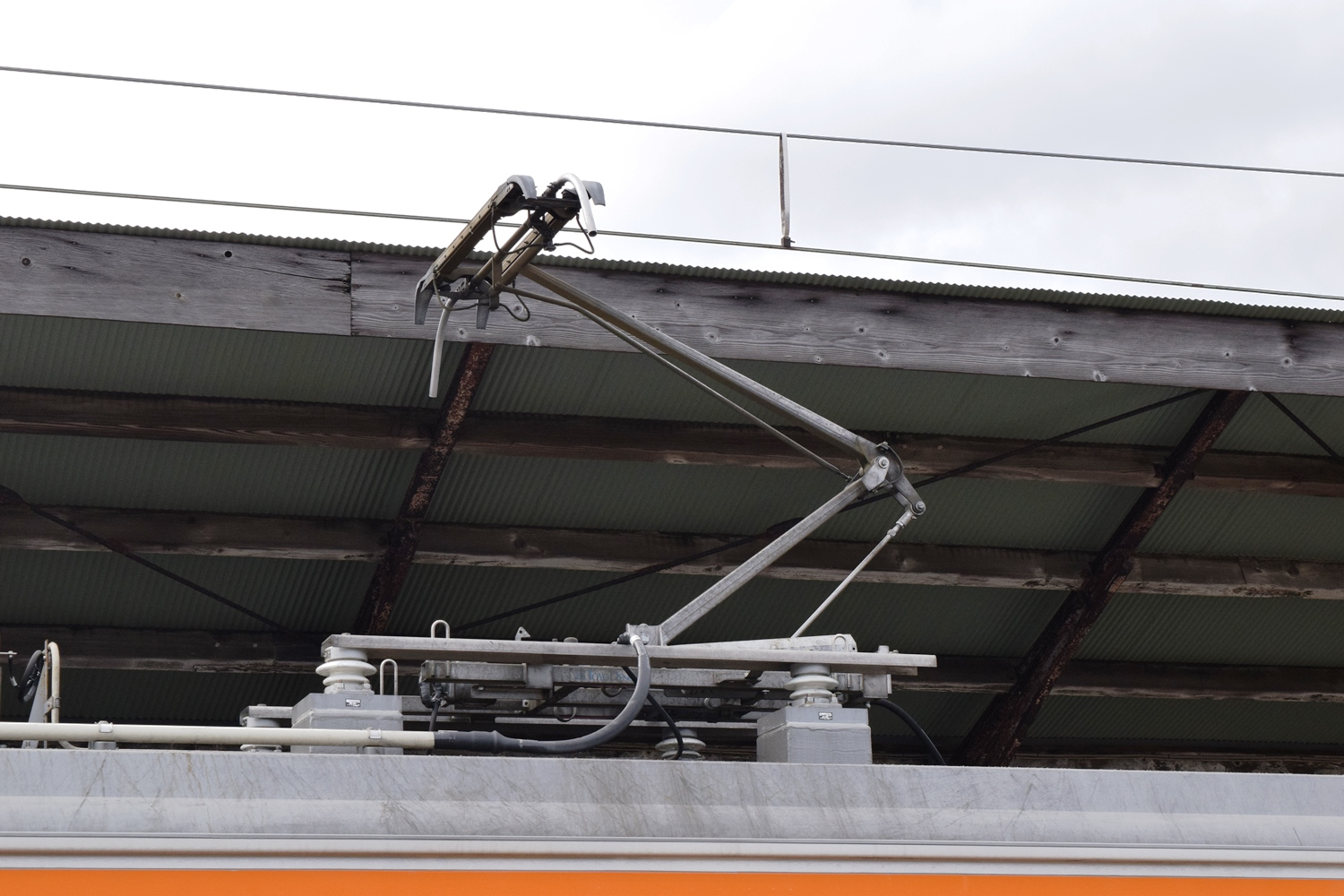
パンタグラフ
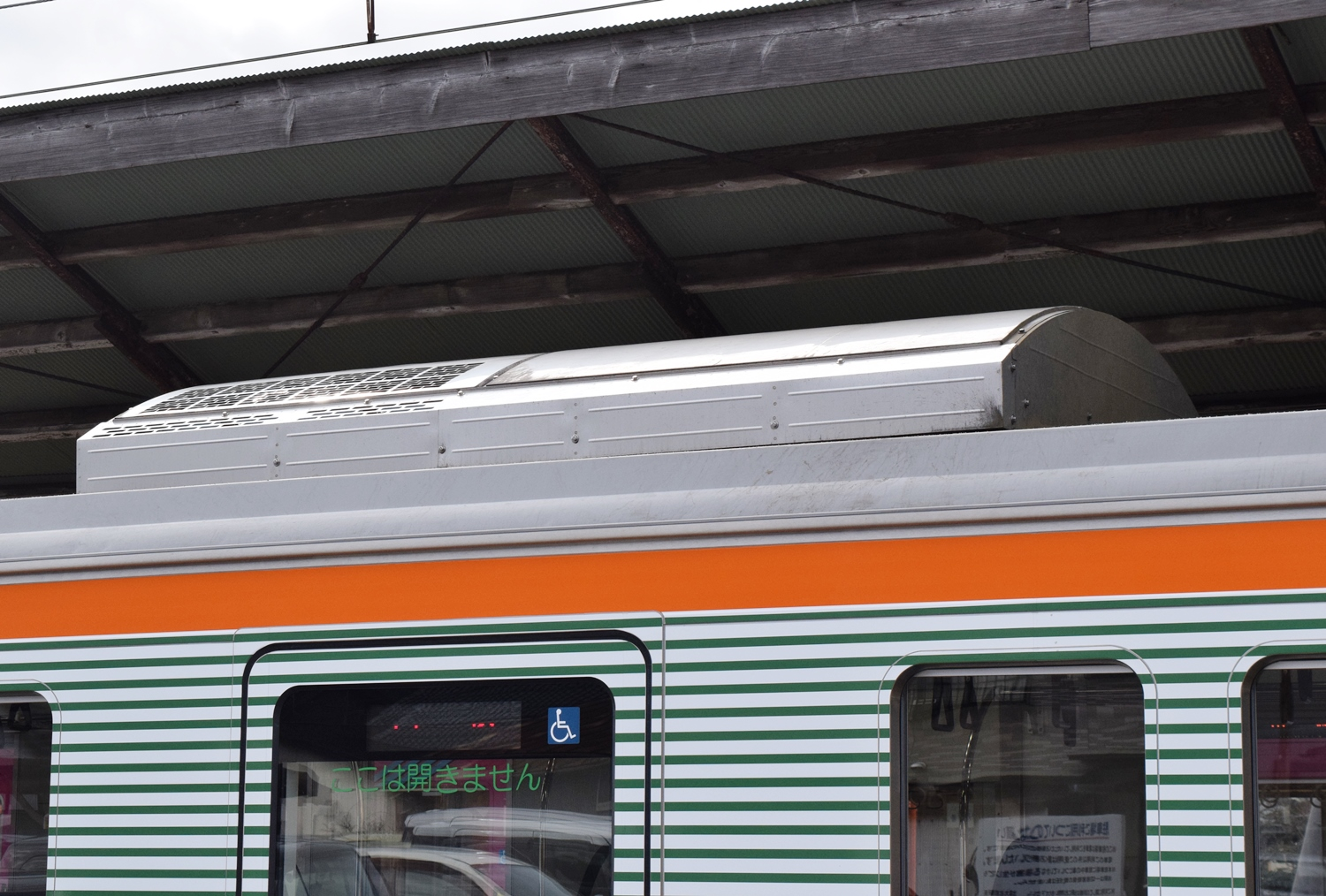
クーラー

## 運用
第一号車のデハ7001は2016年（平成28年）12月11日に出発式を行い、翌12日より営業運転を開始した。残る3両も2017年（平成29年）中に順次導入される。2017年4月現在、運用は固定されており、2017年10月14日にはデハ7003が運行開始した。また、2018年3月4日にはデハ7004も運行を開始し、計画していた4両の導入が完了した。
平日は主に1両編成(一部2両編成)で全線の普通列車運用に就いている。休日は2両編成で普通列車の他に、電鉄出雲市～出雲大社前間の特急、出雲大社前→松江しんじ湖温泉の急行「出雲大社号」運用にも就いている。なお、2018年3月末から7月までの期間、3両編成で平日朝の特急「スーパーライナー」運用にも就いていた。

## 車歴
| 車番     | 入線時期      | 運行開始日     | 色     | モチーフ     | 備考                         |
| -------- | ------------- | -------------- | ------ | ------------ | ---------------------------- |
| デハ7001 | 2016年8月23日 | 2016年12月11日 | グレー | 出雲大社本殿 | 定期運行は2016年12月12日より |
| デハ7002 | 2017年2月6日  | 2017年3月11日  | 青     | 宍道湖       |                              |
| デハ7003 | 2017年9月3日  | 2017年10月14日 | 緑     | 棚田         |                              |
| デハ7004 | 2018年1月15日 | 2018年3月4日   | 赤     | 三瓶山       |                              |